# الحفلة (فلم)
الحفلة هو فيلم إثارة وغموض مصري من إنتاج سنة 2013، الفيلم من إخراج أحمد علاء الديب، وتأليف وائل عبد الله، وإنتاج لؤي عبد الله، ومن بطولة أحمد عز، ومحمد رجب، وروبي، وجومانا مراد، وتامر هجرس.

## قصة الفيلم
في إطار دراما بوليسية مثيرة تدور أحداث فيلم الحفلة. حيث رجل الأعمال شريف (أحمد عز) الذي يصطحب زوجته سارة (روبي) إلى إحدى مراكز التسوق وينتظرها في الخارج. يمتلك شريف القلق عندما تتأخر زوجته بالداخل ويهرول للبحث عنها ولكنها تكون قد اختفت. يتولى ضابط الشرطة (محمد رجب) التحقيق في ملابسات الحادث ويكتشف أن الزوجان كانا قد حضرا حفلاً في فيلا إحدى صديقاتهما (جومانا مراد) في الليلة السابقة، فيبدأ في التحقيق مع جميع المدعوين، ولكنه يفاجئ أن كل شاهد يحكي عن ما تم في الحفل بطريقة مختلفة وتبدأ شكوكه تحوم حول الجميع. وفي نفس الوقت يتصل الخاطفون بشريف ويطلبون فدية عشرة ملايين جنيه.

## طاقم التمثيل
- أحمد عز: (شريف)
- محمد رجب: (فاروق عبد الكريم) المحقق
- روبي: (سارة) زوجة شريف المختفية
- جومانا مراد: (نانسي) السيدة الغامضة
- تامر هجرس: (حسام الشربيني خطيب سارة السابق)
- دينا الشربيني: (غادة زوجة ممدوح)
- مها أبو عوف: (نانا والدة سارة)
- تميم عبده: (مراد) والد سارة أو زوج امها)
- محمد ممدوح: (ممدوح)
- سارة شاهين: (نرمين) سكرتيرة مراد والد سارة
- علاء حسني: (صفوت) شرطي مساعد فاروق
- نيرة عارف

## فريق العمل
- إخراج: أحمد علاء الديب
- تأليف: وائل عبد الله
- إنتاج: لؤي عبد الله
- توزيع: أوسكار للتوزيع ودور العرض
- مونتاج: أحمد حافظ
- موسيقى تصويرية: عمرو إسماعيل
- التصوير: أحمد مرسي

## وصلات خارجية
- مقالات تستعمل روابط فنية بلا صلة مع ويكي بيانات